# Política Europea de Veïnatge

Política de Veïnatge de la UE:
Unió Europea
Candidats a l'adhesió a la UE
Política de Veïnatge

La Política Europea de Veïnatge de la Unió Europea és una estratègia comunitària a través de la qual cerca una estreta relació entre la UE i els seus veïns, principalment els de la conca Mediterrània a més a més d'algunes exrepúbliques soviètiques. Principalment es tracta de països en desenvolupament, alguns d'ells amb perspectives d'incorporar-se a la Unió Europea.
La UE normalment conclou acords d'associació, a canvi de compromisos de política, economia, comerç, o la reforma dels drets humans en un país. A canvi, el país ha d'oferir tarifa d'accés gratuït a alguns o tots els mercats de la UE (béns industrials, productes agrícoles, etc.), i l'assistència financera o tècnica.

## Objectius
Consisteix bàsicament en el desenvolupament d'aquests països oferint-los assistència financera, bé per aconseguir que un dia puguin convertir-se en estats components de la Unió Europea o bé que almenys la seva economia quedi estretament vinculada a l'economia de la Unió.

## Crítica
La primavera àrab al nord d'Àfrica ha fet veure sobre els estrets vincles personals i d'afers entre les elits governants dels estats membres de la UE i els seus homòlegs mediterranis. Per exemple, la ministra de Relacions Exteriors francesa, Michèle Alliot-Marie, es va veure obligada a renunciar a causa de la indignació pública sobre els seus vincles amb el règim de Ben Ali enderrocat a Tunísia. El 2008, la UE va tractar de negociar un acord d'associació amb Líbia i va destinar € 60 millions d'euros a fons de l'IEVA per al país durant el període de 2011 a 2013.